# Германия, година нула
„Германия, година нула“ (на италиански: „Germania anno zero“) е италианско-френско-западногермански драматичен филм от 1948 година на режисьора Роберто Роселини по негов сценарий в съавторство с Макс Колпе и Серджо Амидеи. „Германия, година нула“ е последната част на трилогията на Роселини, включваща още „Рим - открит град“ („Roma città aperta“, 1945) и „Пайза“ („Paisà“, 1946).

## Сюжет
В основата на сюжета са опитите на малко момче да оцелее в полуразрушения и окупиран Берлин в края на Втората световна война. Главните роли се изпълняват от Едмунд Мьошке, Ернст Пичау, Ингетрауд Хинце.